# Hôtel Levesque
L'hôtel Levesque, bâti en 1871, est situé au no 3 de la rue Harouys à Nantes, en France.

## Historique
Cet hôtel particulier est construit sur une partie des terrains de l’hôtel Barbier et de ses dépendances, qui s'étendaient du boulevard Delorme à la rue Deshoulières, pour le compte de Joseph Bourgaux par l'architecte nantais Jean-Baptiste Buron.
En 1880, après le décès de Bourgaux, il est acquis par Georges Levesque (1847-1911), petit-fils du maire Louis-Hyacinthe Levesque.
Passé en 1917 à la ville de Nantes, le conservatoire de Nantes y est établi. 
Réquisitionné à la fin de la Seconde Guerre mondiale, en 1944, par la Milice, le bâtiment deviendra le 12 août 1944, le siège du comité départemental de Libération. Puis, il accueillit de nouveau le Conservatoire jusqu'en 1971, année de l'installation définitive de ce dernier dans ses locaux actuels sur l'île de Nantes.
Après le départ du Conservatoire, l'hôtel fut le siège du Cercle Breton de Nantes jusqu'à ce que la municipalité décide le mettre en vente fin 2015.